# Салам Джидду
Салам Джидду (фр. Salam Jiddou, нар. 1 лютого 2000, Сананкороба) — малійський футболіст, півзахисник алжирського клубу «ЕС Сетіф».
Виступав за олімпійську збірну Малі.

## Клубна кар'єра
Народився 1 лютого 2000 року в місті Сананороба. Вихованець футбольної школи клубу «Гідар».
У дорослому футболі дебютував 2018 року виступами на рівні французького Національного чемпіонату 2 за команду «Монако-2», де провів п'ять сезонів, взявши участь у 18 матчах чемпіонату. 
2023 року залишив «Монако» і знайшов варіант продовження кар'єри в Алжирі, уклавши контракт із клубом «ЕС Сетіф». Протягом першого сезону у новій команді провів за неї 25 матчів в алжирській першості.

## Виступи за збірні
2017 року дебютував у складі юнацької збірної Малі (U-17), загалом на юнацькому рівні взяв участь у 8 іграх, відзначившись 2 забитими голами.
У складі олімпійської збірної Малі — учасник футбольного турніру на Олімпійських іграх 2024 року в Парижі, де виходив на поле в усіх трьох іграх групового турніру, який малійцям подолати не вдалося.

## Статистика виступів

### Статистика клубних виступів
Станом на 31 липня 2024
| Сезон             | Команда           | Чемпіонат         | Чемпіонат | Чемпіонат | Національний кубок | Національний кубок | Національний кубок | Континентальні кубки | Континентальні кубки | Континентальні кубки | Інші змагання | Інші змагання | Інші змагання | Усього | Усього | Усього |
| Сезон             | Команда           | Ліга              | Ігор      | Голів     | Ліга               | Ігор               | Голів              | Ліга                 | Ігор                 | Голів                | Ліга          | Ігор          | Голів         | Ігор   | Голів  |        |
| ----------------- | ----------------- | ----------------- | --------- | --------- | ------------------ | ------------------ | ------------------ | -------------------- | -------------------- | -------------------- | ------------- | ------------- | ------------- | ------ | ------ | ------ |
| 2018–19           | «Монако»          | НЧ2               | 4         | 0         |                    | -                  | -                  |                      | -                    | -                    |               | -             | -             | 4      | 0      |        |
| 2019–20           | «Монако»          | НЧ2               | 2         | 0         |                    | -                  | -                  |                      | -                    | -                    |               | -             | -             | 2      | 0      |        |
| 2020–21           | «Монако»          | НЧ2               | 1         | 0         |                    | -                  | -                  |                      | -                    | -                    |               | -             | -             | 1      | 0      |        |
| 2021–22           | «Монако»          | НЧ2               | 11        | 0         |                    | -                  | -                  |                      | -                    | -                    |               | -             | -             | 11     | 0      |        |
| 2023–24           | «ЕС Сетіф»        | Л1                | 25        | 1         | КА                 | 0                  | 0                  |                      | -                    | -                    |               | -             | -             | 25     | 1      |        |
| Усього за кар'єру | Усього за кар'єру | Усього за кар'єру | 43        | 1         |                    | 0                  | 0                  |                      | -                    | -                    |               | -             | -             | 43     | 1      |        |